# Musta-aho
Musta-aho är en halvö i Finland. Den ligger i sjön Vuokkijärvi och i kommunen Suomussalmi i den ekonomiska regionen  Kehys-Kainuu  och landskapet Kajanaland, i den centrala delen av landet, 600 km norr om huvudstaden Helsingfors.